# Молодіжна збірна Данії з футболу
Молодіжна збірна Данії з футболу (дан. Danmarks U/21-fodboldlandshold) — національна футбольна збірна Данії, у складі якої можуть виступати данські футболісти у віці 21 року та молодше.

## Збірна до 23 років (1972 - 1976)
Молодіжна збірна Данії у віці 23 років (виступали 1972 - 1976), грала в п'ятій групі чемпіонату 1972 року, п'ятій групі чемпіонату 1974 року та четвертій групі чемпіонату 1976 року.

## Виступи начемпіонатах Європидо 21 року
| Рік   | Раунд                   | Місце                   | І                       | В                       | Н                       | П                       | МЗ                      | МП                      | Різ                     |
| ----- | ----------------------- | ----------------------- | ----------------------- | ----------------------- | ----------------------- | ----------------------- | ----------------------- | ----------------------- | ----------------------- |
| 1978  | Чвертьфінал             | 5-е                     | 2                       | 1                       | 0                       | 1                       | 4                       | 4                       | 0                       |
| 1980  | не пройшла кваліфікацію | не пройшла кваліфікацію | не пройшла кваліфікацію | не пройшла кваліфікацію | не пройшла кваліфікацію | не пройшла кваліфікацію | не пройшла кваліфікацію | не пройшла кваліфікацію | не пройшла кваліфікацію |
| 1982  | не пройшла кваліфікацію | не пройшла кваліфікацію | не пройшла кваліфікацію | не пройшла кваліфікацію | не пройшла кваліфікацію | не пройшла кваліфікацію | не пройшла кваліфікацію | не пройшла кваліфікацію | не пройшла кваліфікацію |
| 1984  | не пройшла кваліфікацію | не пройшла кваліфікацію | не пройшла кваліфікацію | не пройшла кваліфікацію | не пройшла кваліфікацію | не пройшла кваліфікацію | не пройшла кваліфікацію | не пройшла кваліфікацію | не пройшла кваліфікацію |
| 1986  | Чвертьфінал             | 7-е                     | 2                       | 0                       | 1                       | 1                       | 1                       | 2                       | - 1                     |
| 1988  | не пройшла кваліфікацію | не пройшла кваліфікацію | не пройшла кваліфікацію | не пройшла кваліфікацію | не пройшла кваліфікацію | не пройшла кваліфікацію | не пройшла кваліфікацію | не пройшла кваліфікацію | не пройшла кваліфікацію |
| 1990  | не пройшла кваліфікацію | не пройшла кваліфікацію | не пройшла кваліфікацію | не пройшла кваліфікацію | не пройшла кваліфікацію | не пройшла кваліфікацію | не пройшла кваліфікацію | не пройшла кваліфікацію | не пройшла кваліфікацію |
| 1992  | Півфінал                | 4-е                     | 4                       | 1                       | 1                       | 2                       | 6                       | 4                       | + 2                     |
| 1994  | не пройшла кваліфікацію | не пройшла кваліфікацію | не пройшла кваліфікацію | не пройшла кваліфікацію | не пройшла кваліфікацію | не пройшла кваліфікацію | не пройшла кваліфікацію | не пройшла кваліфікацію | не пройшла кваліфікацію |
| 1996  | не пройшла кваліфікацію | не пройшла кваліфікацію | не пройшла кваліфікацію | не пройшла кваліфікацію | не пройшла кваліфікацію | не пройшла кваліфікацію | не пройшла кваліфікацію | не пройшла кваліфікацію | не пройшла кваліфікацію |
| 1998  | не пройшла кваліфікацію | не пройшла кваліфікацію | не пройшла кваліфікацію | не пройшла кваліфікацію | не пройшла кваліфікацію | не пройшла кваліфікацію | не пройшла кваліфікацію | не пройшла кваліфікацію | не пройшла кваліфікацію |
| 2000  | не пройшла кваліфікацію | не пройшла кваліфікацію | не пройшла кваліфікацію | не пройшла кваліфікацію | не пройшла кваліфікацію | не пройшла кваліфікацію | не пройшла кваліфікацію | не пройшла кваліфікацію | не пройшла кваліфікацію |
| 2002  | не пройшла кваліфікацію | не пройшла кваліфікацію | не пройшла кваліфікацію | не пройшла кваліфікацію | не пройшла кваліфікацію | не пройшла кваліфікацію | не пройшла кваліфікацію | не пройшла кваліфікацію | не пройшла кваліфікацію |
| 2004  | не пройшла кваліфікацію | не пройшла кваліфікацію | не пройшла кваліфікацію | не пройшла кваліфікацію | не пройшла кваліфікацію | не пройшла кваліфікацію | не пройшла кваліфікацію | не пройшла кваліфікацію | не пройшла кваліфікацію |
| 2006  | Груповий раунд          | 8-е                     | 3                       | 0                       | 2                       | 1                       | 5                       | 6                       | - 1                     |
| 2007  | не пройшла кваліфікацію | не пройшла кваліфікацію | не пройшла кваліфікацію | не пройшла кваліфікацію | не пройшла кваліфікацію | не пройшла кваліфікацію | не пройшла кваліфікацію | не пройшла кваліфікацію | не пройшла кваліфікацію |
| 2009  | не пройшла кваліфікацію | не пройшла кваліфікацію | не пройшла кваліфікацію | не пройшла кваліфікацію | не пройшла кваліфікацію | не пройшла кваліфікацію | не пройшла кваліфікацію | не пройшла кваліфікацію | не пройшла кваліфікацію |
| 2011  | Груповий раунд          | 6-е                     | 3                       | 1                       | 0                       | 2                       | 3                       | 5                       | - 2                     |
| 2013  | не пройшла кваліфікацію | не пройшла кваліфікацію | не пройшла кваліфікацію | не пройшла кваліфікацію | не пройшла кваліфікацію | не пройшла кваліфікацію | не пройшла кваліфікацію | не пройшла кваліфікацію | не пройшла кваліфікацію |
| 2015  | Півфінал                | 3-є                     | 4                       | 2                       | 0                       | 2                       | 5                       | 8                       | - 3                     |
| 2017  | Груповий раунд          | 7-е                     | 3                       | 1                       | 0                       | 2                       | 4                       | 7                       | - 3                     |
| 2019  | Груповий раунд          | 6-е                     | 3                       | 2                       | 0                       | 1                       | 6                       | 4                       | + 2                     |
| 2021  | Чвертьфінал             | 5-е                     | 4                       | 3                       | 1                       | 0                       | 8                       | 2                       | + 6                     |
| 2023  | не пройшла кваліфікацію | не пройшла кваліфікацію | не пройшла кваліфікацію | не пройшла кваліфікацію | не пройшла кваліфікацію | не пройшла кваліфікацію | не пройшла кваліфікацію | не пройшла кваліфікацію | не пройшла кваліфікацію |
| 2025  | Чвертьфінал             | 6-е                     | 4                       | 2                       | 1                       | 1                       | 9                       | 8                       | + 1                     |
| Разом | 0 титулів               | —                       | 32                      | 13                      | 6                       | 13                      | 51                      | 50                      | + 1                     |

## Досягнення
Молодіжний чемпіонат Європи
- 3-є місце (1): 2015